# Kumul

Vị trí tại Trung Quốc

Địa cấp thị Hami hay Kumul (âm Hán Việt: Ha Mật, chữ Hán giản thể: 哈密市) là một thành phố cấp địa khu thuộc Khu tự trị dân tộc Duy-ngô-nhĩ, Cộng hòa Nhân dân Trung Hoa. Địa cấp thị này có diện tích 140.749 ki-lô-mét vuông, dân số năm 2000 là 492.096 người, trong đó có 68,95% người Hán, 18,42% là người Uyghur, 8,76% là người Kazakh, 2,97% là người Hồi, còn lại là các dân tộc khác.

## Các đơn vị hành chính
Thành phố Kumul được chia thành 3 đơn vị cấp huyện, gồm 1 quận, 1 huyện và 1 huyện tự trị:
- Quận Y Châu (伊州区)
- Huyện Y Ngô (伊吾县)
- Huyện tự trị Kazakh Barkol (Ba Lý Khôn, 巴里坤哈萨克自治县)